# SN 1920A
SN 1920A – supernowa typu I odkryta 13 stycznia 1920 roku w galaktyce NGC 2608. W momencie odkrycia miała maksymalną jasność 10,50m.